# هانس فیشرکوئزن
هانس فیشرکوئزن (آلمانی: Hans Fischerkoesen; ۱۸ مهٔ ۱۸۹۶ – ۲۳ آوریل ۱۹۷۳) کارگردان انیمیشن اهل آلمان بود.